# Francisco Sáenz de Tejada y Olózaga
Francisco Sáenz de Tejada y Olózaga (1895, Arnedo, la Rioja - 29 de setembre de 1966, Madrid) II Baró de Benasque, fou un polític falangista, governador civil de diferents províncies espanyoles durant la dictadura militar del general Franco.
Era fill de Francisco Sáenz de Tejada y Mancebo i de Maria Blanca de Olózaga y Ruiz Camarasa y Ortiz, es casà a Vitòria el 18 de juliol de 1927 amb Amalia de Zulueta y Echevarría Ruiz de Gamiz y Díaz de Mendívil, i amb Teresa María Martínez del Peral y Fortón. Fou pare de quatre filles i quatre fills. Durant la dictadura de Primo de Rivera fou regidor de l'Ajuntament de Madrid, vocal del Tribunal de Responsabilidades Políticas, membre de la secretaria del general Francisco Franco durant la Guerra Civil, governador civil de les províncies de Càceres, Àlaba, Saragossa, Guipúscoa, Lugo i de les Illes Balears, procurador en Corts, i magistrat del Tribunal Suprem, adscrit a la sala 4a de lo Contenciós-Administratiu.
Fou canceller de l'Assamblea Espanyola de l'orde de Malta i cavaller del Real Cuerpo de Hijosdalgo de la Nobleza de Madrid. Fou condecorat amb la Gran Creu de l'orde del Mèrit Civil, amb la Gran Creu del Mèrit Militar, amb la Gran Creu del Mèrit Naval, amb la gran Creu de l'Orde d'Isabel la Catòlica i amb el Collar de l'Orde de Sant Ramon de Penyafort.